# Setto del pene
Il setto del pene è formato dalla congiunzione delle fibre profonde dei corpi cavernosi del pene. I corpi cavernosi del pene sono circondati da un forte involucro fibroso, composto da fibre superficiali e profonde. Le fibre superficiali si estendono in direzione longitudinale, e formano un unico tubo che racchiude entrambi i corpi cavernosi, le fibre profonde sono disposte circolarmente intorno ad ogni corpo cavernoso, e con la loro congiunzione formano il setto del pene nel piano mediano. Il setto è spesso e completo dietro, ma incompleto di fronte, dove si compone di una serie di bande verticali disposte come i denti di un pettine; è quindi chiamato setto pectiniforme.